# Platyvelia beameri
Platyvelia beameri är en insektsart som först beskrevs av Hungerford 1929.  Platyvelia beameri ingår i släktet Platyvelia och familjen vattenlöpare. Inga underarter finns listade i Catalogue of Life.